# Wacław Michalski
Wacław Kazimierz Michalski (ur. ?, zm. ?) – polski wioślarz, olimpijczyk z Amsterdamu 1928.
Wioślarstwo zaczął uprawiać w 1927 roku.
Na igrzyskach olimpijskich w 1928 roku wystartował w ósemce (osadę tworzyli: Otton Gordziałkowski, Stanisław Urban, Andrzej Sołtan-Pereświat, Janusz Ślązak, Marian Wodziański, Józef Łaszewski, Henryk Niezabitowski, Jerzy Walerian Skolimowski) która zajęła 4. miejsce. Był zawodnikiem AZS Warszawa.